# Ererê
Ererê là một đô thị thuộc bang Ceará, Brasil. Đô thị này có diện tích 382,73 km², dân số năm 2007 là 6959 người, mật độ 18,18 người/km².